# آيت الربع (آيت سغروشن)
آيت الربع هي إحدى مشيخات المملكة المغربية، تتبع جغرافيا لإقليم تازة وإداريًا لآيت سغروشن. يقدر عدد سكانها بـ 9553 نسمة حسب الإحصاء الرسمي للسكان والسكنى لسنة 2004.